# Cristina Pittin
Cristina Pittin (Tolmezzo, 14 ottobre 1998) è una fondista italiana.
Ai XXIV Giochi olimpici invernali di Pechino 2022, suo esordio olimpico, si è classificata 33ª nella 30 km, 41ª nello skiathlon e 47ª nella sprint; ai Mondiali di Planica 2023 si è piazzata 24ª nella 30 km, 15ª nella sprint, 18ª nello skiathlon e 7ª nella staffetta.

## Palmarès

### Coppa del Mondo
- Miglior piazzamento in classifica generale: 19ª nel 2023